# LeAnn Rimes
Margaret LeAnn Rimes Cibrian (sinh ngày 28 tháng 8 năm 1982), nghệ danh LeAnn Rimes, là một ca sĩ nhạc đồng quê, nhạc pop của Mỹ. Cô được biết tới với chất giọng ấm áp, âm vực rộng. Rimes đã sớm trở thành một ngôi sao khi mới 13 tuổi sau khi bản nhạc "Blue" được giới thiệu, trở thành ngôi sao nhạc đồng quê trẻ nhất kể từ ca sĩ Tanya Tucker giành được năm 1972.. Cho tới nay cô đã phát hành 10 album, bán được hơn 37 triệu album và giành được nhiều giải thưởng cao quý như Grammy, ACMs, CMA.

## Tóm tắt
Margaret LeAnn Rimes được sinh ra tại Star, tiểu bang Mississippi. Cô là con duy nhất của Belinda Butler Rimes và Wilbur Rimes. Gia đình cô chuyển tới Garland, Texas khi cô 6 tuổi. Cô sớm bộc lộ khả năng ca hát của mình: 2 tuổi bắt đầu biết hát, 5 tuổi trình diễn tại các show năng khiếu tại địa phương.
Chín tuổi, Rimes đã như 1 ca sĩ thực thụ. Cô đi tour xuyên quốc gia với cha và thường hát đệm a cappella quốc ca Mỹ tại các trận đấu của đội Dallas Cowboys. Muốn con gái được chú ý nhiều hơn, cha cô Wilbur Rimes bắt đầu ghi âm các bài hát của con gái dưới nghệ danh Nor Va Jak khi cô 11 tuổi, 3 album đã được giới thiệu từ năm 1991 tới 1996.
Rimes đã tạo được bước ngoặt trong sự nghiệp năm 1996 với album chính thức đầu tiên, Blue, đạt được vị trí số 1 trên bảng xếp hạng Top Country Albums và đã nhận được nhiều đĩa bạch kim của Hiệp hội Công nghiệp ghi âm Hoa Kỳ (RIAA). Single mang tên album "Blue", lọt top 10 và Rimes đã giành được rất nhiều khen ngợi. Khi giới thiệu album thứ 2 vào năm 1997, You Light up My Life: Inspirational Songs, cô đã sử dụng chất liệu nhạc country pop, mà sau đó là xu hướng cho rất nhiều album những năm sau đó.. Các album tiếp theo như Sittin' on Top of the World, LeAnn Rimes, Twisted Angel... đều rất thành công, nhận nhiều chứng nhận vàng, bạch kim, với các single nổi tiếng như How Do I live, Sittin" on Top of The World...
Rimes đã giành được nhiều giải thưởng bao gồm 2 giải Grammy, ba giải ACM, một giải CMA, 12 giải Billboard Music Awards, và một Giải Âm nhạc Mĩ. Cô đã giới thiệu 10 album phòng thu, ba album tổng hợp, 2 album greatest, một phát hành tại Mỹ và 1 trên thế giới, thông qua hãng đĩa Asylum-Curb, đưa hơn 40 single của mình lên các bảng xếp hạng toàn cầu kể từ năm 1996. Cô đã bán hơn 37 triệu album trên toàn thế giới, trong đó 20.3 triệu album tại Mỹ theo Nielsen SoundScan. Billboard xếp cô ở vị trí thứ 17 trong danh sách nghệ sĩ của thập kỷ 1990-00.. Cô cũng phát hành 4 cuốn sách 2 tiểu thuyết và 2 cuốn cho trẻ em.

## Danh sách album

### Album phòng thu
- 1991: Everybody's Sweetheart
- 1992: From My Heart to Yours
- 1994: All That
- 1996: Blue
- 1997: You Light Up My Life: Inspirational Songs
- 1998: Sittin' on Top of the World
- 1999: LeAnn Rimes
- 2002: Twisted Angel
- 2004: What a Wonderful World
- 2005: This Woman
- 2006: Whatever We Wanna
- 2007: Family
- 2011: Lady & Gentlemen
- 2013: Spitfire

### Album tổng hợp
- 1997: Unchained Melody: The Early Years
- 2001: God Bless America
- 2002: I Need You
- 2003: Greatest Hits
- 2004: The Best of LeAnn Rimes

## Giải thưởng

### Country Music Association awards
| Năm  | Giải          | Ghi chú |
| ---- | ------------- | ------- |
| 1997 | Horizon Award |         |

### Academy of Country Music awards
| Năm  | Giải                          | Ghi chú                                        |
| ---- | ----------------------------- | ---------------------------------------------- |
| 1996 | Top New Female Vocalist       |                                                |
| 1996 | Single of the Year for "Blue" |                                                |
| 1996 | Song of the Year for "Blue"   | Award given to "Blue"'s songwriter, Bill Mack. |
| 2009 | Humanitarian Award            |                                                |

### Grammy awards
| Năm  | Giải                                  | Cho                      | Kết Quả   |
| ---- | ------------------------------------- | ------------------------ | --------- |
| 1997 | Best New Artist                       | Herself                  | Đoạt giải |
| 1997 | Best Female Country Vocal Performance | "Blue"                   | Đoạt giải |
| 1998 | Best Female Country Vocal Performance | "How Do I Live"          | Đề cử     |
| 2007 | Best Female Country Vocal Performance | "Something´s Gotta Give" | Đề cử     |
| 2008 | Best Female Country Vocal Performance | "Nothin' Better To Do"   | Đề cử     |
| 2009 | Best Female Country Vocal Performance | "What I Cannot Change"   | Đề cử     |
| 2011 | Best Female Country Vocal Performance | "Swingin'"               | Đề cử     |

### American music awards
| Năm  | Giải                | Ghi chú                   |
| ---- | ------------------- | ------------------------- |
| 1997 | Favorite New Artist | Only American music award |

### CMT music awards
| Năm  | Giải                            | Video                                           |
| ---- | ------------------------------- | ----------------------------------------------- |
| 2008 | Collaborative Video of the Year | "'Til We Ain't Strangers Anymore" (w/ Bon Jovi) |